# ゲーテの象

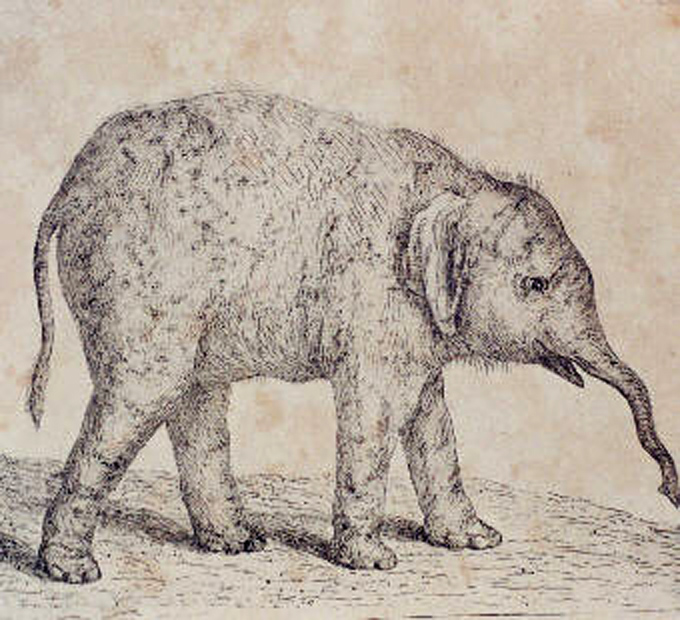
ヨハン・ハインリヒ・ティシュバインによる版画

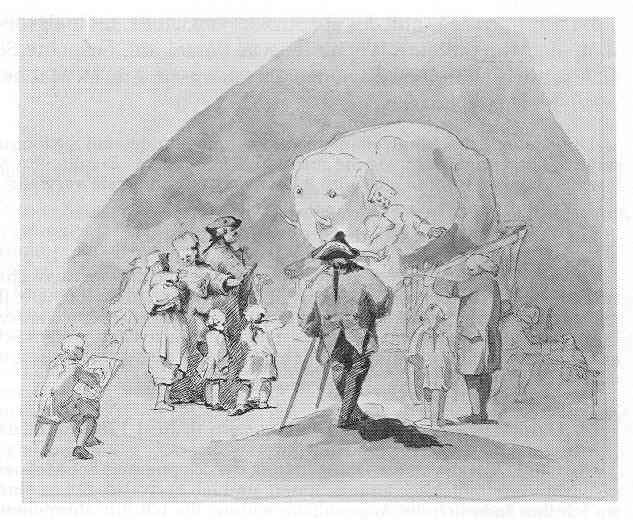
象を写生する画家（Johann Heinrich Rambergによる版画:1777年）

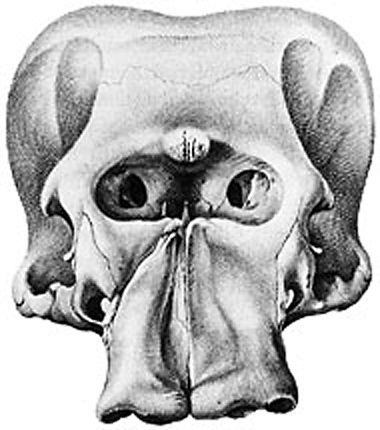
ゲーテのスケッチによるJohann David Schubertの図版

「ゲーテの象」（ゲーテのぞう、ドイツ語:Goethe-Elefant）と呼ばれる象は18世紀末、ドイツのカッセルで展示された象である。1780年に事故で死んだ後、自然科学者としても知られるゲーテがその骨格標本を研究したため、「ゲーテの象」と呼ばれる。その骨格標本はカッセルの自然史博物館(Naturkundemuseum im Ottoneum)に展示されている。

## 概要

### 死亡までの経緯
1773年1月にヘッセン＝カッセル方伯フリードリヒ2世がブランデンブルク＝シュヴェート辺境伯の娘と結婚した祝いに、オランダのオラニエ＝ナッサウ家から、インド生まれの2歳の子象がプレゼントされた。当時の名前は知られていない。現在は公園となっているカールスアウエ（Karlsaue）に小屋が作られ、後ろ足を鎖でつながれて飼育され、天気のよい日には長い鎖によって屋外に出されたという。大量の食料、飲料を消費したと記録され、パンが与えられると前足を使って左右に挨拶したと伝えられる。オペラの舞台に、登場させようとしたが、すぐに断念したとする記録もある。荷役馬の代わりに用いられ、9歳で事故で死亡した。

### 死後
象の死体は解剖学者のゼンマーリンク（Samuel Thomas von Soemmerring: 1755-1830）が解剖し、処理したが公式な報告書は発表されず、象の死後14年たった1844にゼンマーリンクの当時のメモが出版された。
昔、劇場であった建物（Ottoneum）に博物学のコレクションが集められており象の骨格標本もコレクションに加えられた。
1783年にカッセルを訪れていたゲーテはゼンマーリンクと知り合いとなり彼の集めた博物標本に興味を持ち、象の骨格標本に興味を持った。1744年に解剖学研究のために頭蓋骨の借用を申しこんだ。その年の初めゲーテは人間とサルの頭蓋骨の構造の違いとして、「Zwischenkieferknochens」を発見したことを、友人のヨハン・ゴットフリート・ヘルダーやシュタイン夫人に話していて、別の動物の頭蓋骨も調べることを望んでいた。
1784年7月に頭蓋骨はゲーテが訪れていいたアイゼナハに送られ、ゲーテは数週間、標本を研究した。解剖学的所見に関する相違からゲーテとゼンマーリンクの関係はうまくゆかなくなり、ゲーテの解剖学研究の発表は延期された。1820年になってゲーテの科学的研究の論文集が出版された時に出版された。